# Savstrup (Sydslesvig)
 For alternative betydninger, se Savstrup. (Se også artikler, som begynder med Savstrup)
Savstrup (dansk) eller Saustrup (tysk) er en landsby og kommune beliggende få kilometer nord for Sønder Brarup i Angel i Sydslesvig. Administrativt hører kommunen under Slesvig-Flensborg kreds i den tyske delstat Slesvig-Holsten. Under kommunen hører også Bynderis (Bünderies), Flarup, Flarupgaard gods, Svanholm (Schwanholm) og Timmerholm. Kommunen samarbejder på administrativt plan med andre kommuner i omegnen i Sønder Brarup kommunefælleskab (Amt Süderbarup). I kirkelig henseende hører Savstrup under Nørre Brarup Sogn. Sognet lå i Strukstrup Herred (Gottorp Amt), da området tilhørte Danmark.
Savstrup er første gang nævnt 1464 (Rep. dipl.). Stednavnet henføres til enten personnavnet Sakse, som går tilbage til saks i betydning kniv og sværd (sml. oldnordisk sax) eller til sakserne. Bynderis er første gang nævnt 1478. Stednavnet er sammensat af bonde eller mandsnavnet Bunde og -ris for kratbusk. Stednavnet Flarup er første gang dokumenteret 1349. Navnet henføres til mandsnavnet Fladi, som etymologisk står i forbindelse med flad. Svanholm er første gang nævnt 1804/05.
Den sønderjyske by er landbrugspræget med flere landbrugsbedrifter. Sydvest for landsbyen ved Flarup Å ligger den 27 ha strore Flarup Skov (Flarupholz). En del af skoven hører under Flarupgaard gods.